# IF Elfsborg

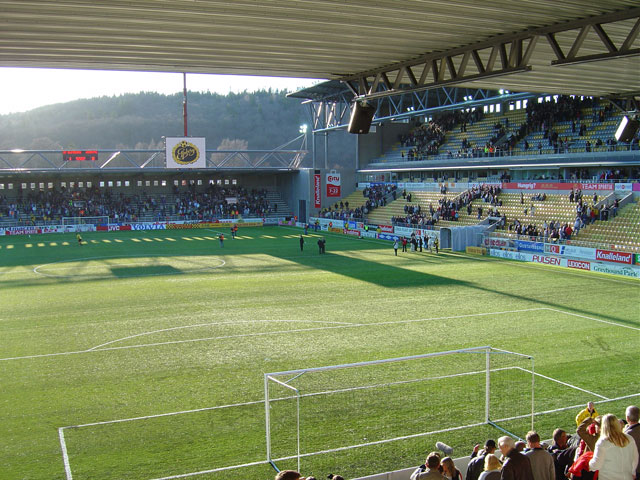
Borås Arena abans d'un partit entre IF Elfsborg i Örgryte IS el 17 d'abril del 2005.

L'IF Elfsborg és un club de futbol suec de la ciutat de Borås.

## Història
El club va ser format el 26 de juny de 1904 amb el nom de Borås Fotbollslag. El seu estadi actual és el Borås Arena, construït el 2005. Anteriorment havia jugat a l'estadi Ryavallen.

## Palmarès
- Campionat suec de futbol (5): 1935–36, 1938–39, 1939–40, 1961, 2006
- Allsvenskan (5): 1935–36, 1938–39, 1939–40, 1961, 2006
- Svenska Cupen (2): 2001, 2003
- Supercupen (1): 2007

## Jugadors destacats
- Thomas Ahlström
- Kristoffer Arvhage
- Hasse Berggren
- Fredrik Berglund
- Ove Grahn
- Samuel Holmén
- Sven Jonasson
- Jon Jönsson
- Andreas Klarström
- Tobias Linderoth
- Lasse Nilsson
- Anders Svensson
- Mathias Svensson